# ZSU-23-4

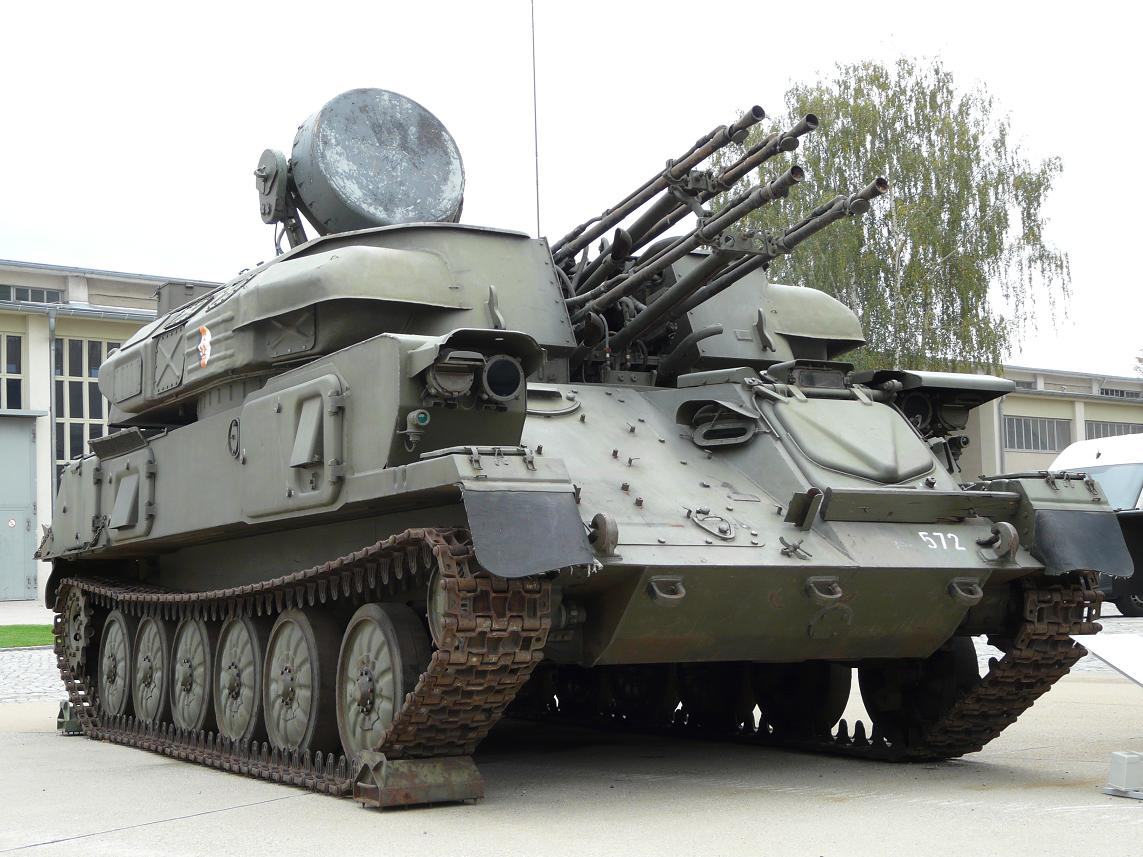
Um ZSU-23-4W1.

O ZSU-23-4 "Shilka" é um veículo blindado de artilharia antiaérea autopropulsada desenvolvido pela União Soviética. Atualmente é utilizado pela Rússia, por alguns membros do antigo Pacto de Varsóvia e pela maioria das ex-repúblicas soviéticas. O acrônimo "ZSU" significa Zenitnaya Samokhodnaya Ustanovka (em russo:  Зенитная Самоходная Установка), ou "artilharia antiáerea auto-propulsada montada"; o "23" no nome refere-se ao calibre e o número "4" é o número de canhões na torre principal. Seu apelido, "Shilka", é o nome de um rio russo. Desde que entrou no serviço ativo no começo da década de 1960, viu vários combates, quase todos no Oriente Médio.
Durante a Invasão soviética do Afeganistão, o ZSU-23-4 teve seu uso adaptado para atirar em alvos situados no solo. Sua rápida cadência de tiro, precisão, alcance de 2.500 metros e calibre elevado eram especialmente eficientes para atingir os guerrilheiros mujahideen entrincheirados nas montanhas e nos estreitos vales daquele país.